# Carlos Alexandre Souza Silva
Carlos Alexandre de Souza Silva (1 de agosto de 1986), generalmente conocido como Carlão, es un futbolista profesional brasileño quién juega como delantero.

## Carrera futbolística
Carlão nació en Duque de Caxias, Río de Janeiro. El 28 de abril de 2008 firmó un contrato de tres meses con Duque de Caxias Futebol Clube para resto de la temporada en la Serie B, procediendo desde São Cristóvão de Futebol e Regatas. El 11 de febrero del año siguiente,  firmó contrato con U.D. Leiria de la Segunda división de Portugal, sin perder tiempo causando un impacto ya que anotó 11 goles en solo doce juegos para ayudar a su equipo de vuelta a la Primeira Liga después de una ausencia de un año en este torneo; este incluyó cuatro anotaciones al S.C. Olhanense en un 5–1 ganado de local, el 3 de mayo.
Carlão solamente anotó cinco veces en su primera temporada completa, en 28 partidos. A finales de diciembre de 2010, después de haber sido vinculado con Sporting Clube de Portugal,  fue vendido al Kashima Antlers en la J. División de liga 1, y en julio de 2011 el club japonés le prestó al Neuchatel Xamax en Suiza.
A principios de septiembre de 2011, todavía propiedad de Kashima, Carlão volvió a Portugal y se unió S.C. Braga. El 9 de enero de 2012, después de haber llegado como suplente para Edson Rivera en el minuto 60 del partido como visitante contra S. C. Beira-Mar, marcó el gol del triunfo para terminar 2-1.
El 19 de febrero de 2014, tras un breve paso con F. C. Paços de Ferreira, Carlão se trasladó a China con Shijiazhuang Yongchang FC.
En PES era un jugador sumamente asequible pero rendidor, ideal para adquirir en las primeras etapas del equipo en el modo Liga Master

## Palmarés
Braga
- Taça da Liga: 2012–13